# 王广厚
王广厚（1939年11月—），安徽肥西人，中国原子分子与团簇物理学家，南京大学教授。

## 生平
1963年毕业于北京师范大学物理系。2011年当选为中国科学院院士。